# ABCD 문제
ABCD 문제 (ABCD 문제)는 1982년에 일본의 신좌익 당파인 일본 혁명적 공산주의자 동맹 (제 4 인터내셔널 일본 지부) 회원이 고발된 강간 사건과 이후의 조직적 경과의 총칭이다. 당사자 사이에서는 " 조직 여성 차별 문제 "라고도 한다.

## 개요

### 사건 발생
1982년 8월 산리즈카 투쟁을 위한 '산리 즈카 투쟁에 연대하는 모임' 등이 지바현 삼부 군 시바 야마 정에 설치한 단결 오두막 "노농 합숙소"(현 농업 연수 센터)에서 4인터에서 파견되어 상주하던 남성 활동가들이 여성 이용자를 강간하려고 하는 사건이 발생했다. 피해자는 즉시 4인터 지도부에 고발했다. 당초 지도부는 남성 활동가의 개인 비리라는 인식에서 이 문제를 파악하고 남성 활동가에게 자기 비판서를 쓰게 해 사태의 수습을 도모하려고 했다. 그러나이 자기 비판서는 조직에 "먹칠을 했다"는 것에 대한 사과만 써 있고 정작 피해자에 대한 사죄가 없었기에, 피해자는 "여자를 버린 형태로 싸워 가고 싶으면 마음대로 하면 된다고 생각하지만 이러한 경우는 다른 '인간 해방'등은 말하지 말아 달라 "고 결별을 선포했다.
다른 여성 활동가도 "이 남성 활동가 외에도 강간을 한 사람이있다"는 비난이 잇따라 결국 강간 및 강간 미수로 고발된 남성 활동가 4명을 제명하기로 했다. " ABCD"는 제명 된 남성 활동가 4명이다.

### 성명서 발표
1983년 9월 성명서 "산리 즈카 현 조직원 네 명의 제명과 우리의 자기 비판"피해자와 "모든 여성"사과와 자기 비판을 하는 동시에 가해자 남성 활동가의 자기 비판을 통해 운동으로의 복귀를 요구하는 내용이었다.
4인터 산리 즈카 현 조직원이며, 노농 합숙소 상주 자였던 A는 지난 8 월 노농 합숙소에서 산리 즈카 투쟁 지원을 위해 숙박하고 있던 여성에 대해 강간 미수 행위를 하여 여성에서 고발하고 규탄했다.
4인터 산리 즈카 현의 지도적 멤버였던 B, C, D 세명은 A의 범죄 조직 토론의 과정에서 각각 저질렀던 강간 · 강간 미수 행위에 해당 여성 동지 들로부터 고발당하고 규탄받았다.
우리 동맹은 네명들에 대한 사문 결과 그들의 행위가 산리 즈카 투쟁에 적대적 행위이며, 여성 해방과 모든 차별 · 억압의 철폐를 지향하는 프롤레타리아 운동에 적대하는 반 계급적 범죄이며, 제 4 인터내셔널 의 역사적 사명을 배반하고 우리 동맹의 조직 기강의 심각한 침범임을 확인하고 그들을 제명했다.
우리는 여기에 일본 프롤레타리아 인민 들에게 사실을 보고하고 그들의 범죄를 만들어 버린 우리 동맹의 약점과 잘못을 밝히고, 자기 비판을 할 것이다. 우리는 그들이 범죄를 행한 당해 여성들에게 깊이 사과한다.
우리는 모든 여성에게 사과하고 자기 비판한다.
(중략)
네 명은 각각 프롤레타리아트의 일원으로서 노동과 삶의 투쟁을 하려고하는 곳에서 자기 비판을 향한 새 출발을 시작하기를 희망하고 우리 또한 그 것을 요구하고있다. 향후에도 우리는 그들과의 대화를 계속 할 것이고 그들이 자기 비판을 이룩하여 제 4 인터내셔널의 깃발 아래 다시 서기 위해 투쟁한다. - " 산리즈카현 조직원 네 명의 제명과 우리의 자기비판 '일본 혁명적 공산주의자 동맹 (제4인터내셔널 일본 지부) 중앙위원회' "

### 4인터 그 후
많은 여성 활동가들은 이 사건을 계기로 성별 문제에 대해 4번째 인터 지도부가 열심히 노력하길 바라고 있었다. 4인터은 "여성의 원치 않는 성적 행위는 모두 강간이다"라고 규정했지만, 중핵파의 습격을 받은 것 등의 의해 논의는 사실상 보류 상태가 되었다. 한편, 같은 시기에 노동 운동 등을 둘러싼 노선에 대해 심각한 조직 갈등이 발생하고, 4인터 조직은 분열한다. 여성 차별 문제보다 노선 논쟁에 열중하는 남성 활동가들에게 여성 활동가들은 조직에 절망했고 잇달아 이탈했다.
1987년 여성 회원들의 조직 단체 "4인터 여성 해방 그룹 '이 결성된다. 이 대응을 둘러싸고 조직은 더욱 문제가 되게 '여성 해방 그룹'을 인정하지 않았다. 이후 4인터 일본 지부에서 이탈한 여성들은 MELT에 참여하고 있다.
1991년 제 4 인터내셔널 통합 서기국은 일본 지부의 현황은 "제 4 인터내셔널의 지부"회원 자격을 결여하고 있다고 판단하여 일본 지부의 자격을 박탈했다.
지부의 자격을 박탈 된 구 일본 지부는 일본 혁명적 공산주의자 동맹 (JRCL)으로 개명하여 현재에 이르고 있다.
JRCL는 1996년에 다시 여성 차별 문제에 대해 "자기 비판과 총괄 "을 발표했다. 포르노 매춘 문제 연구회 (APP 연구회)와 관계가 있다. 그렇게 함으로써, 일부 신좌파적인 사상을 가진 개인 활동가에 의한 성년 코믹 · 표현 규제 반대 론자가 JRCL을 신좌익 당파에서 안티 - 포르노의 선봉장으로 간주하고, 비판하고있다.